# Peebu
Peebu är en by (estniska: küla) i Rõuge kommun i landskapet Võrumaa i sydöstra Estland. Byn ligger nära gränsen mot Lettland.
Före kommunreformen 2017 hörde byn till dåvarande Mõniste kommun.